# Vilniaus žinios
Vilniaus žinios (pol. Wiadomości Wileńskie) – litewskojęzyczna gazeta ukazująca się w Wilnie w latach 1904–1909.
Ukazała się 23 grudnia 1904 roku jako pierwsza litewskojęzyczna gazeta w cesarstwie rosyjskim po tym, jak zniesiono zakaz drukowania w alfabecie łacińskim. Właścicielem i wydawcą pisma był Petras Vileišis, przejściowo pismo było wydawane również przez Jonasa Jablonskisa i Povilasa Višinskisa, później m.in. przez Jonasa Kriaučiūnasa, Juozasa Tumasa-Vaižgantasa, Jonasa Vileišisa.
W 1905 roku nakład pisma wynosił przeciętnie 6000 egzemplarzy. Z gazetą współpracowali m.in. uczestnicy tzw. wielkiego sejmu wileńskiego z 1905 roku.
Ostatni numer (1175) ukazał się 17 marca 1909 roku. Wydawanie pisma zostało zawieszone z powodów finansowych.